# 홍낙순
홍낙순(洪樂純, 1723년 ~ ?)은 조선의 문신이다. 본관은 풍산(豊山)이며, 자는 백효(伯孝), 호는 대릉(大陵), 시호는 문헌(文憲)이다.
홍낙춘(洪樂春)과 홍낙빈(洪樂斌)의 형이며, 홍국영(洪國榮, 조선의 문신이자 세도정치인)과 원빈 홍씨(元嬪 洪氏, 조선 정조 후궁)의 큰아버지이다. 선조의 딸 정명공주의 후손으로, 혜경궁 홍씨와도 10촌간이 된다.

## 생애

### 가계
아버지는 관찰사를 지낸 홍창한이고, 어머니는 기계유씨(杞溪兪氏)로 유두순(兪斗純) 혹은 유두기(兪斗基)의 딸이다. 그는 선조와 인목왕후 소생 적녀 정명공주와 영안위 홍주원의 6대손이다. 홍주원의 장남 홍만용은 홍봉한, 홍인한, 홍용한, 홍준한 4형제와 홍상한의 고조부가 되고, 홍주원의 차남이자 홍만용의 동생 홍만형은 홍낙순의 5대조가 된다.
홍봉한, 홍인한, 홍상한 등은 9촌 아저씨가 되고, 사도세자의 부인 혜경궁 홍씨와도 10촌간이 된다. 그런데 혜경궁 홍씨의 한중록에 의하면 홍낙순은 9촌 아저씨인 홍인한과 원수가 져서 서로 죽이려고 할 정도였다 한다. 왜 원한을 품게 되었는가는 나타나지 않는다. 혜경궁의 한중록에 의하면 홍국영이 홍인한을 싫어하게 된 이유 중의 하나로 홍인한과 홍낙순이 서로 원수처럼 여긴 것을 지목했다.

### 관직 출사와 가문의 배경
홍낙순은 조선 영조 때인 1757년 정시문과에 병과로 급제하였다. 역시 영조 임금 때인 1772년 정시문과에 병과로 급제한 그의 조카 홍국영은 훗날 정조 임금이 1776년부터 1800년까지 24년을 재위하는 동안에 1776년부터 1780년까지 4년간 세도 정치로써 실권하였으나, 정조 임금의 총애를 빙자하여 횡포를 일삼는 홍국영이 정조 임금의 명으로써 정계에서 축출된 이후로 정조 임금은 1780년부터 1800년 붕어할 때까지 나머지 20년간 친정을 한다.
그는 문과 급제 후 설서, 사서, 수찬을 지내고 진위 사진 어사를 거쳐 사진 어사, 영남 어사, 양진 어사를 지내고 교리, 부수찬, 문사 낭청, 부응교, 사간, 응교를 거쳐 의주부윤으로 특채되고 승지, 대사간, 이조참의 등을 지내며 영조의 총애를 받았는데, 이후 우부승지를 지내고 충청도관찰사로 외직에 나가 있다가 홍봉한, 홍인한과 신만, 김상로, 한익모, 윤동도, 김양택, 김상철, 김치인, 김익, 정존겸, 이재협, 신회, 이사관, 이창의, 이은, 이휘지 등 홍봉한 세력에 의해 바로 이조참의를 거쳐 동지의금부사에 제수되고 대사헌을 거쳐 성균관대사성을 지내다 공조판서로 비변사제조를 겸하고 공조판서, 호조판서, 대제학, 이조판서를 하다 의정부좌참찬을 거쳐 강화유수로 외직에 나가있다가 정조에 의해 우의정이 되고, 곧 좌의정까지 되었다.
홍국영의 큰아버지인 그는 정조 때인 1779년 좌의정에 제수되었으나, 조카 홍국영이 조정에서 퇴출되면서 함께 파직에 처해졌다. 이듬해 1780년 그를 삭탈하고 관직에서 쫓아냈다.